# Rifugio Torino
Das  Rifugio Torino (französisch refuge Turin) (3375 m s.l.m.), auch Rifugio Torino Nuovo oder frz. Nouveau refuge Turin,  ist eine in den Sommermonaten bewirtschaftete Schutzhütte in den Grajischen Alpen im Mont-Blanc-Gebiet der norditalienischen autonomen Region Aostatal. Die Hütte des Club Alpino Italiano gehört zur Gemeinde Courmayeur.

## Geschichte

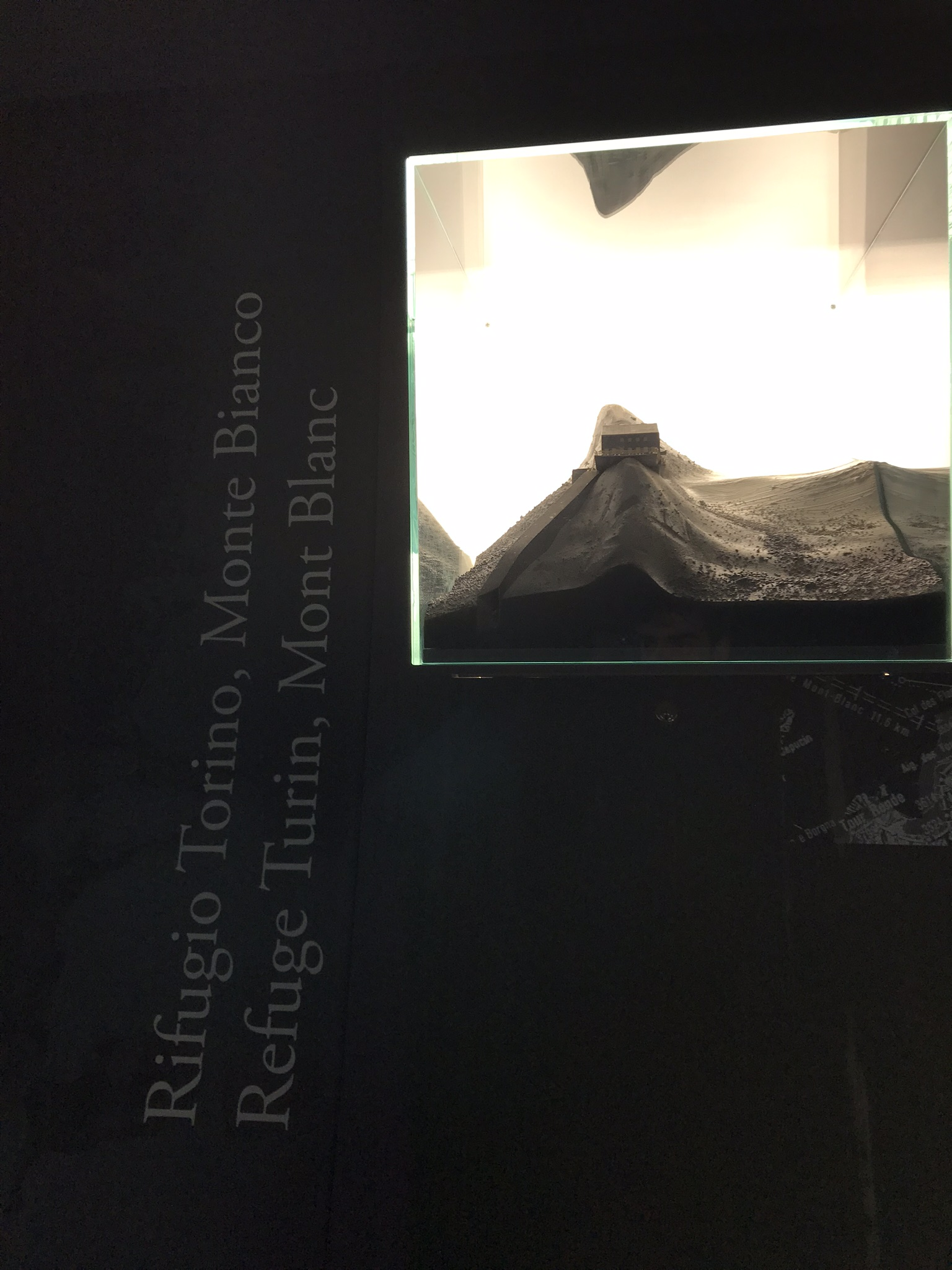
Modell der Turin Hütte (Museum der Alpen – Festung von Bard)

Die erste Hütte, das Rifugio Torino Vecchio, am Colle del Gigante (französisch Col du géant) unterhalb der Pointe Helbronner wurde 1898 erbaut (1963 renoviert). Hier befindet sich die Bergstation der 1948 eröffneten Seilbahn, die von La Palud (1375 m) bei Courmayeur heraufführt. Seit 1958 besteht eine weitere Seilbahnverbindung, die Kleinkabinenbahn Vallée Blanche, zur Aiguille du Midi (3842 m). Als Verbindung zwischen den beiden Hütten wurde eine steile Eisentreppe gebaut, die vollständig ummauert ist.

## Zugang
- Ab La Palud (bei Courmayeur) zu Fuß circa sechs Stunden, mit der Kabinenbahn wenige Minuten

## Gipfelbesteigungen
- Aiguilles Marbrées, 3535 m
- Tour Ronde, 3792 m
- Grand Capucin, 3838 m
- Dent du Géant, 4013 m
- Mont Blanc du Tacul, 4248 m
- Mont Maudit, 4465 m